# Merete Van Kamp
Merete Van Kamp født (17. november 1961 i Kolding) er en dansk fotomodel og skuespiller, der har medvirket i amerikanske tv-serier.
Merete Van Kamp spillede hovedrollen i tv-filmen Princess Daisy fra 1983 og blev efterfølgende engageret til tv-serien Dallas, hvor hun i sæsonen 1985-1986 spillede Grace Van Owen. Merete Van Kamp har medvirket i Tv-serien Hotel, i flere episoder, i film You Can't Hurry Love (1988) og flere andre. Hendes seneste produktion er Murders of Westbrick fra 2011, en amerikansk-dansk produktion.